# Idrissou Mora Kpaï

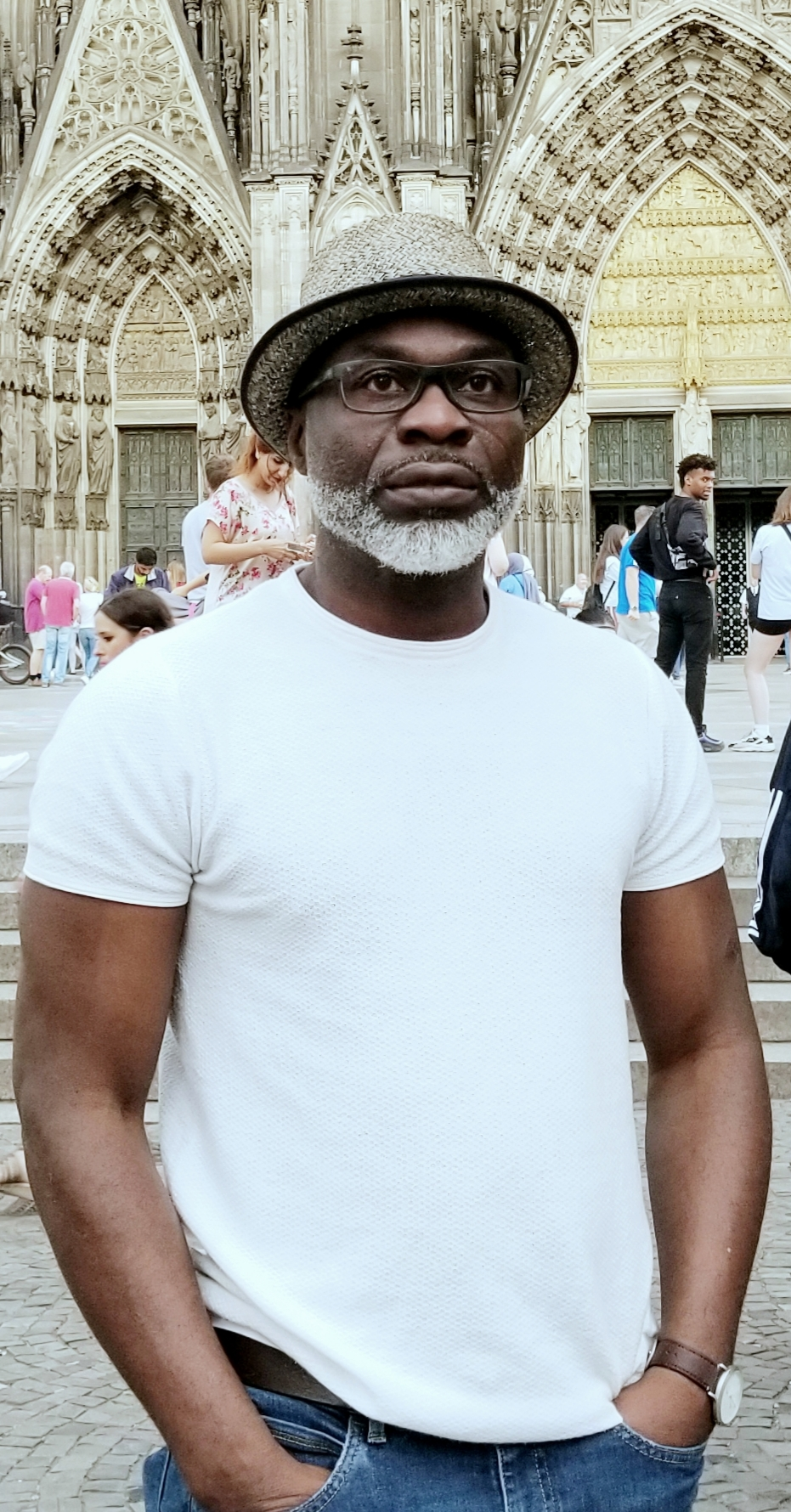
Idrissou Mora Kpaï, 2019

Idrissou Mora Kpaï (* 14. Juli 1967 in Béroubouay, Département Borgou) ist ein in Europa lebender beninischer Dokumentarfilmer.

## Leben
Der Sohn von Viehzüchtern übersiedelte im Alter von 13 Jahren von seinem Heimatort zu seinem Großvater in die Hafenstadt Cotonou, wo er die Schule besuchte. Mit 19 Jahren kam Mora Kpaï zunächst nach Algerien und wanderte danach über Italien nach Deutschland aus. Dort studierte er von 1988 bis 1993 Amerikanistik an der Freien Universität Berlin und von 1994 bis 1998 Film- und Fernsehregie an der Hochschule für Film und Fernsehen „Konrad Wolf“. In dieser Zeit entstanden mehrere Kurzfilme, darunter Fake Soldiers, der 1999 am Filmfestival FESPACO gezeigt wurde.
1999 übersiedelte Idrissou Mora Kpaï nach Paris, wo er eine auf Dokumentarfilme spezialisierte Filmproduktionsfirma gründete. Sein erster abendfüllender Dokumentarfilm, der 2002 produzierte Si-Gueriki, la reine-mère, brachte ihm internationale Aufmerksamkeit. Der Film wurde unter anderem im Rahmen der Filmfestspiele von Cannes 2003, des International Film Festival Rotterdam und des Copenhagen International Film Festival gezeigt und am Festival international du film francophone de Namur als Bester Dokumentarfilm ausgezeichnet.

## Filmografie
- 1994: Model
- 1995: Ausländer
- 1995: Deux Miserables
- 1995: Lettre Video
- 1996: Fugace
- 1996: Transient
- 1999: Fake Soldiers
- 2002: Si-Gueriki, la reine-mère
- 2005: Arlit, deuxième Paris
- 2010: Indochina, Traces of a Mother
- 2019: America Street